# Монтекристо (теленовела)
Монтекристо (на испански: Montecristo) е мексиканска теленовела, продуцирана от Рита Фусаро за ТВ Ацтека в сътрудничество с Телефе Интернасионал през 2006 г. Адаптация е на едноименната аржентинска теленовела, базирана на романа Граф Монте Кристо от френския писател Александър Дюма, основан на реално събитие, което авторът открива в спомените на човек на име Жак Поше.
В главните роли са Силвия Наваро и Диего Оливера, а в отрицателните – Омар Херменос, Лисет и пърният актьор Фернандо Лухан. Специално участие взема Мария Рене Пруденсио, Виктор Уго Мартин и първите актриси Маргарита Санс и Хулиета Егурола.
Това е последната теленовела на Силвия Наваро за ТВ Ацтека, преди да подпише договор с Телевиса, и първата мексиканска продукция, в която участва аржентинският актьор Диего Оливера.

## Сюжет
Сантяго Диас Ерера и Маркос Ломбардо са много добри приятели, Маркос представя Сантяго на Лаура, която е израснала с Леандро и Елена, които са я накарали да повярва, че са ѝ чичо и леля, но реалността е, че Леандро я е откраднал. Лаура и Сантяго се влюбват и Маркос е вбесен, тъй като той винаги е бил влюбен в нея. Сантяго и Маркос трябва да отидат в Мароко за състезание по фехтовка, но преди да заминат, разбират, че бащата на Маркос, Алберто, е замесен в трафик на бебета и че Орасио Диас Ерера, бащата на Сантяго, разследва този случай.
Вече в Мароко Сантяго и Маркос са нападнати по заповед на Алберто, като трябва да бъде убит Сантяго, докато в Мексико същият нарежда Орасио да бъде също убит. Маркос се връща и казва на Лаура, че Сантяго е починал. Тя се опитва да се самоубие, но не успява и открива, че е бременна. Маркос предлага да се ожени за нея, за да даде на бебето семейство, тя приема и 10 години по-късно те са нещастни, защото тя продължава да обича Сантяго, а Маркос иска тя да му бъде съпруга в пълния смисъл.
Междувременно в Мароко Сантяго е спасен от Виктория, лекарка, който търси сестра си, която е открадната още при раждането си.
Сантяго получава наследство, оставено от негов съкилийник, и се връща в Мексико заедно с Виктория, и планира да отмъсти на онези, които са го пратили в затвора за десет години в Мароко и са убили баща му. Той вярва, че Лаура е предателка, защото се е омъжила за Маркос веднага след предполагаемата му смърт. След като се среща отново с Лаура и разбира, че Матиас е негов син, Лаура и Сантяго се борят да бъдат заедно и да създадат семейството, което винаги са искали, макар че за да го постигнат, трябва да преминат през много ситуации, които поставят на изпитание любовта им.

## Актьори
- Силвия Наваро – Лаура Ледесма / Лаура Саенс
- Диего Оливера – Сантяго Диас Ерера
- Омар Херменос – Маркос Ломбардо Монсерат
- Фернандо Лухан – Алберто Ломбардо Гутиерес
- Мария Рене Пруденсио – Виктория Саенс
- Хосе Алонсо – Орасио Диас Ерера Гусман
- Хулиета Егурола – Сара Кайеха
- Маргарита Санс – Летисия Монсерат де Ломбардо
- Луис Фелипе Товар – Рамон
- Алваро Гереро – Леандро Гарсия
- Летисия Уихара – Долорес Кареньо
- Педро Сикард – Лусиано Мансур
- Кармен Делгадо – Елена Ледесма де Гарсия
- Софи Александър – Мариана
- Таня Аредондо – Милена Салседо
- Франсиско Балсета – Детектив
- Себастиан Ферат – Камило
- Мишел Гарфиас – Наталия
- Карлос Айс – Матиас Ломбардо Ледесма / Матиас Диас Ерера Ледесма
- Виктор Уго Мартин – Леон Рокамора
- Раул Ортис – Лекар
- Мария Фернанда Кирос – Ерика Гарсия
- Мануел Севиля – Патрисио Тамарго
- Рене Гатика – Отец Педро
- Лисет – Диана / Лорена
- Серхио Бустаманте – Андрес
- Ерика де ла Роса – Валентина Ломбардо Монсерат
- Лола Мерино – Лиси Савой
- Енрике Муньос – Клементе
- Ана Карина Гевара – Ана Медина
- Хулия Урбини – Камила Ломбардо Риверол
- Родолфо Алмада – Хайме
- Ернан Мендоса – Рикардо
- Фернандо Сарфати – Хуан
- Една Некоечеа
- Кармен Мадрид – Мерседес Кортес

## Премиера
Премиерата на Монтекристо е на 14 август 2006 г. по Ацтека Тресе. Последният 185. епизод е излъчен на 27 април 2007 г.

## Снимки
Записите на теленовелата започват на 30 септември 2005 г. и завършват на 12 октомври 2006 г.

## Версии
- Монтекристо, аржентинска теленовела от 2006 г., продуцирана от Телефе Контенидос, с участието на Пабло Ечари, Паола Крум и Хоакин Фуриел.
- Монтекристо, чилийска теленовела от 2006 – 2007 г., продуцирана от Мега, с участието на Гонсало Валенсуела, Алин Купенхайм, Ингрид Исенс и Томас Видиея.
- Монтекристо, колумбийска теленовела от 2007 – 2008 г., продуцирана от Хуан Карлос Виямисар за Каракол, с участието на Хуан Карлос Варгас, Паола Рей и Раул Гутиерес.
- Яго, мексиканска теленовела от 2016 г., продуцирана от Кармен Армендарис за Телевиса, с участието на Иван Санчес, Габриела де ла Гарса и Флавио Медина.
- Монтекристо, мексикански уеб сериал от 2023 г., продуциран за ТелевисаУнивисион, с участието на Уилям Леви и Есмералда Пиментел.